# Malaysische Badmintonmeisterschaft 2000
Die Malaysische Badmintonmeisterschaft der Saison 1999/2000 fand vom 17. bis zum 20. Februar 2000 in Seremban als Proton-EON National Circuit Grand Prix Finals statt. Es wurden nur die reinen Herrendisziplinen ausgespielt.

## Sieger und Platzierte
| Disziplin    | Gold                        | Silber        | Bronze        |
| ------------ | --------------------------- | ------------- | ------------- |
| Herreneinzel | Wong Choong Hann            | Roslin Hashim | Yong Hock Kin |
| Herreneinzel | Wong Choong Hann            | Roslin Hashim | Ong Ewe Hock  |
| Herrendoppel | Choong Tan Fook Lee Wan Wah |               |               |
| Herrendoppel | Choong Tan Fook Lee Wan Wah |               |               |